# البراكة (صعفان)

تعديل مصدري - تعديل

البراكة هي إحدى قرى عزلة بني عراف بمديرية صعفان التابعة لمحافظة صنعاء، بلغ تعداد سكانها 332 نسمة حسب تعداد اليمن لعام 2004.